# Dale Dyke Reservoir
Dale Dyke Reservoir är en reservoar i Storbritannien.   Den ligger i riksdelen England, i den centrala delen av landet, 230 km norr om huvudstaden London. Dale Dyke Reservoir ligger 271 meter över havet.  Trakten runt Dale Dyke Reservoir består i huvudsak av gräsmarker.